# Stazione di Umesato
La stazione di Umesato (梅郷駅?, Umesato-eki) è una stazione ferroviaria della città giapponese di Noda della prefettura di Chiba  ed è servita dalla linea Tōbu Noda (Tōbu Urban Park Line) delle Ferrovie Tōbu.

## Linee
Ferrovie Tōbu
● Linea Tōbu Noda

## Struttura
La stazione è realizzata in superficie, con due marciapiedi laterali e due binari passanti. Il fabbricato viaggiatori è realizzato a ponte, sul piano del ferro.
| 1 | ● Linea Tōbu Noda | per Nodashi, Kasukabe, Iwatsuki e Ōmiya                                 |
| 2 | ● Linea Tōbu Noda | per Nagareyama-ōtakanomori, Kashiwa, Mutsumi, Shin-Kamagaya e Funabashi |

## Stazioni adiacenti
| «          | Servizio   | »          |
| Linea Noda | Linea Noda | Linea Noda |
| ---------- | ---------- | ---------- |
| Nodashi    | Locale     | Unga       |